# تویوتا کراون
تویوتا کراون (Toyota Crown) خودرویی است که از سال ۱۹۵۵ تا کنون در تویوتا، آیچی و ناگویا تولید شده است.
کریسمس فرصتی برای تعطیلات و استراحت برای بسیاری از مردمان در سراسر جهان است. اما برای تویوتا نه! این شرکت از آغاز سال ۲۰۱۳ برای معرفی سدان لوکس کراون در ژاپن استفاده کرده است.
تویوتا کراون از سال ۱۹۵۵ پا به عرصه وجود گذاشت و تاکنون ۱۴ نسل از آن به بازار عرضه شده است. امسال کراون S210 جانشین مدل S200 می‌شود که چهار سال در خط تولید قرار داشت. کراون جدید در دو مدل رویال (لوکس) و اتلیت (اسپرت) روانه بازار می‌شود. جلوپنجره بسیار بزرگ و عجیب این ماشین که قسمت عمده ای از سپر را هم در بر می‌گیرد، تلاشی برای بهبود تصویر این خودرو و جذب جوانترها به سوی آن است. تویوتا امیدوار است با اسپرت کردن و بروز آوری طراحی کراون، متوسط سن خریداران آن را از ۵۰ به ۴۰ سال برساند.
هر دو مدل رویال و اتلیت قابل سفارش به صورت دیفرانسیل عقب یا دو دیفرانسیل هستند.
هر دو مدل را می‌توان با یک موتور هیبریدی شامل موتور چهار سیلندر ۲٫۵ لیتری بنزینی با چرخه اتکینسون با توان ۱۷۸ اسب بخار و گشتاور ۲۲۱ نیوتن متر با یک موتور الکتریکی ۱۴۳ اسبی و ۳۰۰ نیوتن متری جفت می‌شود. البته در هنگام کارکرد همزمان، این مجموعه ۲۲۰ اسب بخار نیرو تولید می‌کند. از نکات جالب این پیشرانه مصرف سوخت ۴٫۳ لیتری آن در هر صد کیلومتر است که برای خودرویی با این اندازه، رقمی مطلوب محسوب می‌شود. این پیشرانه جایگزین موتور ۳٫۵ لیتری سابق این خودرو می‌شود. موتور پایه مدل رویال ۲٫۵ لیتری شش سیلندر بنزینی با توان ۲۰۰ اسب بخار و گشتاور ۲۴۳ نیوتن متر است اما قویترین موتور که یک موتور ۳٫۵ لیتری شش سیلندر خورجینی ۳۱۰ اسبی و ۳۷۷ نیوتن متری است، صرفاً برای مدلهای اتلیت قابل سفارش است.
انتقال قدرت در مدل هیبریدی توسط یک گیربکس E-CVT و در سایر مدلها توسط یک گیربکس شش سرعته اتوماتیک Super ECT و در مدل ۳٫۵ لیتری اتلیت با یک گیربکس هشت سرعته خودکار صورت می‌گیرد.